# Micălaca

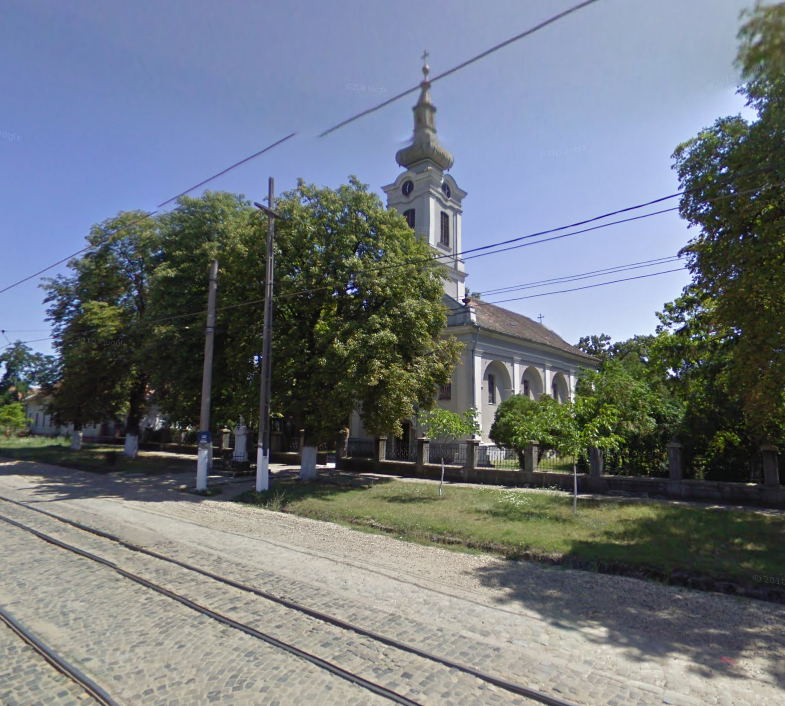
Biserica ortodoxă veche din cartierul Micălaca

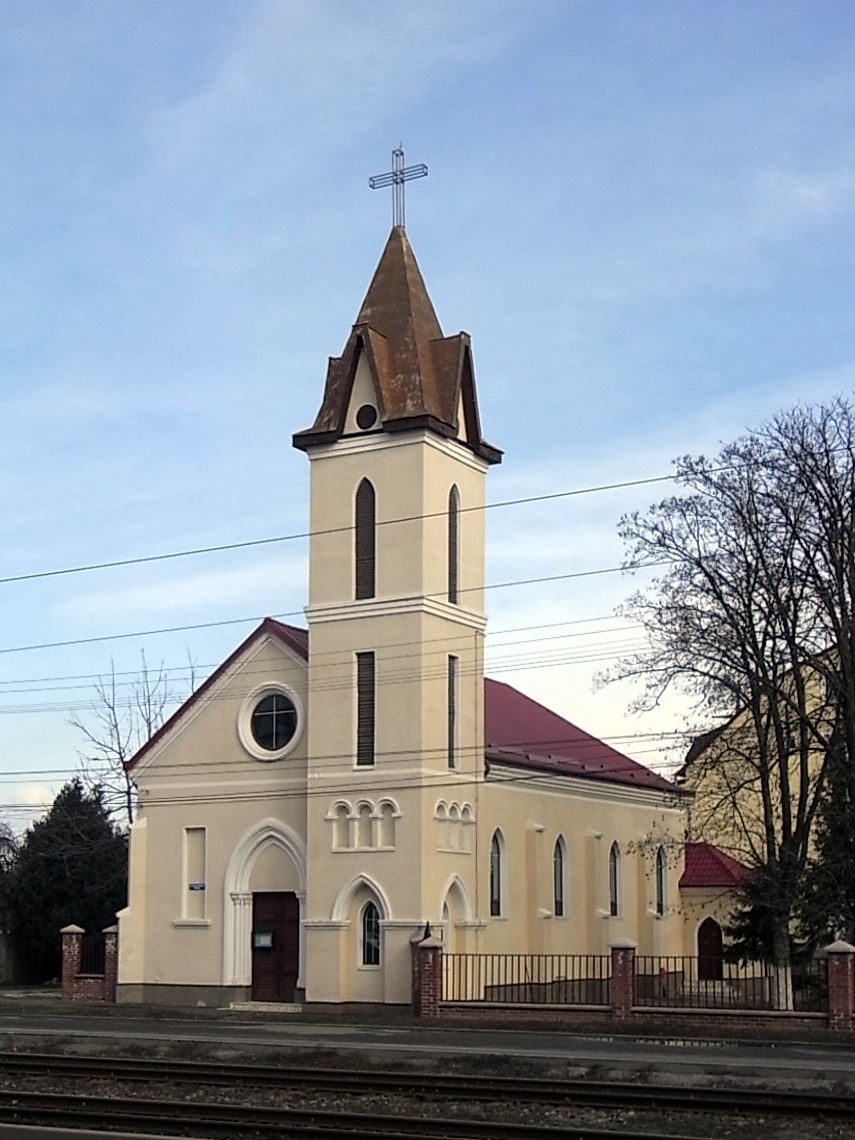
Biserica romano-catolică din cartierul Micălaca

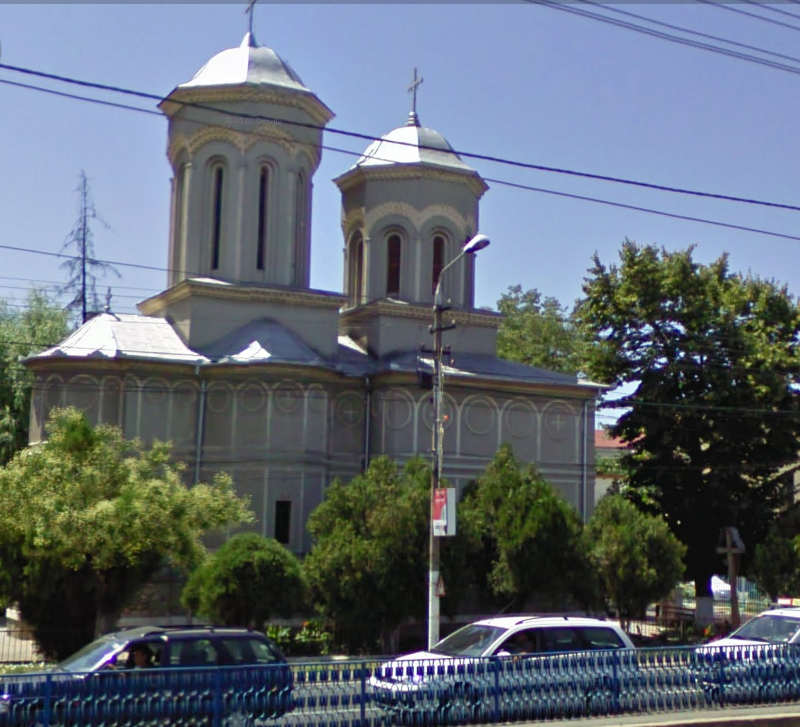
Biserica ortodoxă nouă din cartierul Micălaca

Micălaca (în maghiară Mikelaka) este un cartier al orașului Arad, apreciat ca fiind cartierul cel mai populat din oraș, cu o populație estimată la 50.000 de locuitori. Până în anul 1930 o comună de sine stătătoare, a fost înglobată în orașul Arad, devenind un cartier al acestuia. 

## Istorie
Prima informație istorică despre Micălaca provine de la istoricul maghiar Sándor Márki care, în lucrarea sa Arad vármegye és Arad szabad király város története, scria: „Micălaca, în vechime s-a numit Itelaca (Mekilake, Mikelaka, Mitelaka, Itelaka, Mikalaka). … La 1377 era situată în întregime numai lângă Mureș. Capitlul din Arad a primit-o în jurul anului 1135.”
Fostul sat Ytelaka este menționat documentar și în anul 1177, ca o donație a regelui Béla al III-lea către capitlul din Orod (în prezent comuna Vladimirescu, fostă Glogovăț).
Școala din Micălaca este atestată pentru prima dată la 1791 în „conscripția despre școlile Aradului”. Învățător era Gheorghe Popovici și aici învățau 60 de elevi, din care 40 de băieți și 20 de fete.
În vara anului 1906 fizicianul maghiar Loránd Eötvös a efectuat experimente fizice de gravimetrie în comuna pe atunci numită Mikelaka. Prin măsurătorile efectuate cu pendulul Eötvös s-au colectat date în sprijinul teoriei echivalenței dintre masa inertă și masa grea („Principiul Echivalenței Slabe”).
În anul 1953, în paralel cu faleza Mureșului, a fost construită o linie de cale ferată nouă care face legătura, pe podul de cale ferată de peste Mureș, între Gara Arad și Gara Aradul Nou și care împarte în două actualul cartier Micălaca.
Zona pasajului Micălaca este cea mai poluată din municipiul Arad.
Pe malul Mureșului, în zona Micălaca, a fost inaugurat la 1 iunie 2014 parcul pentru copii « Aventura Voinicilor » cu o suprafață de peste 17.000 m².
În ianuarie 2015 a fost demolat vechiul stadion Arena Telekom din cartierul Micălaca pentru a face loc unui supermarket.

## Biserica ortodoxă nouă din cartierul Micălaca
Prin strădania credincioșilor și sub păstorirea preotului paroh Romulus Furdui, la 8 septembrie 1930 s-a pus și s-a sfințit piatra fundamentală a actualei biserici cu hramul „Sfinții Arhangheli Mihail și Gavril”. Construirea bisericii a durat patru ani (1930-1934) și a fost efectuată conform proiectului arhitectului Silvestru Rafiroiu, cel care a conceput și „Crucea Martirilor” („Troița”) din parcul Eminescu, precum și alte edificii din Arad. 
Biserica este așezată pe un soclu înalt de piatră cioplită, zidurile sunt de cărămidă, iar acoperișul este învelit cu tablă. Lungimea sa este de 17,50 m, iar lățimea de 8 m. Interiorul bisericii are o capacitate de 350 de credincioși. Situată lângă șoseaua Arad-Deva (Calea Radnei, azi strada Iuliu Maniu), ea se află sub nivelul acesteia, datorită construirii viaductului de deasupra căii ferate Arad-Timișoara, în anii 1977-1978, fapt care a determinat o înălțare corespunzătoare a șoselei însăși.

## Lăcașuri de cult
- Biserica ortodoxă „Sf. Mare Mucenic Gheorghe” - Micălaca (1845)
- Biserica ortodoxă „Sf. Arhangeli Mihail și Gavril” Micălaca (1930)
- Biserica ortodoxă „Sf. Andrei” din Micălaca Nouă (Zona 300)
- Biserica ortodoxă „Nașterea Domnului” - Parcul Sf. Maria
- Biserica romano-catolică - Micălaca Veche (1929)
- Biserica greco-catolică - Micălaca Veche
- Biserica baptistă „Maranata”
- Biserica baptistă „Renașterea”
- Biserica penticostală Micalaca
- Biserica adventistă Micălaca

## Cimitirul din cartierul Micălaca

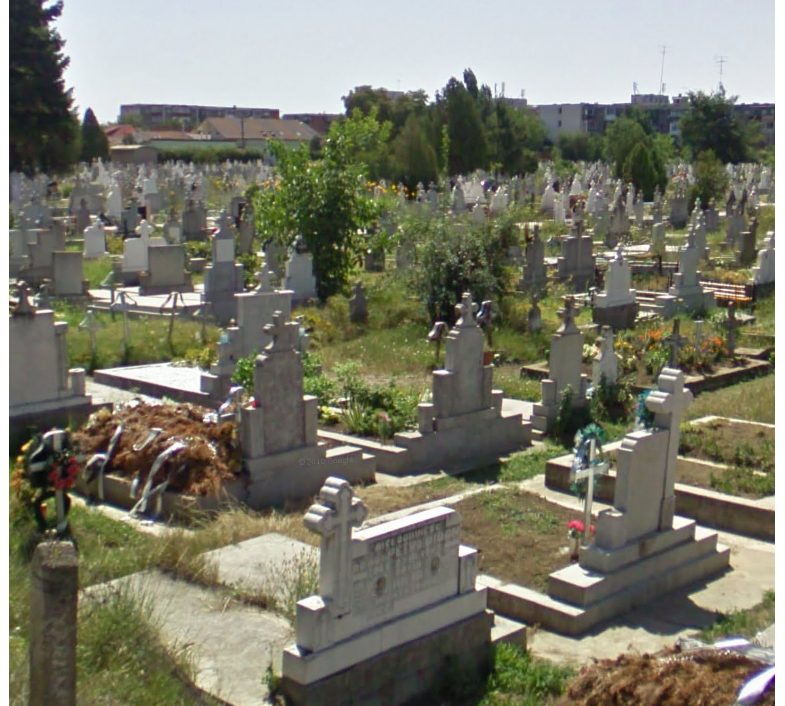
Cimitirul din cartierul Micălaca
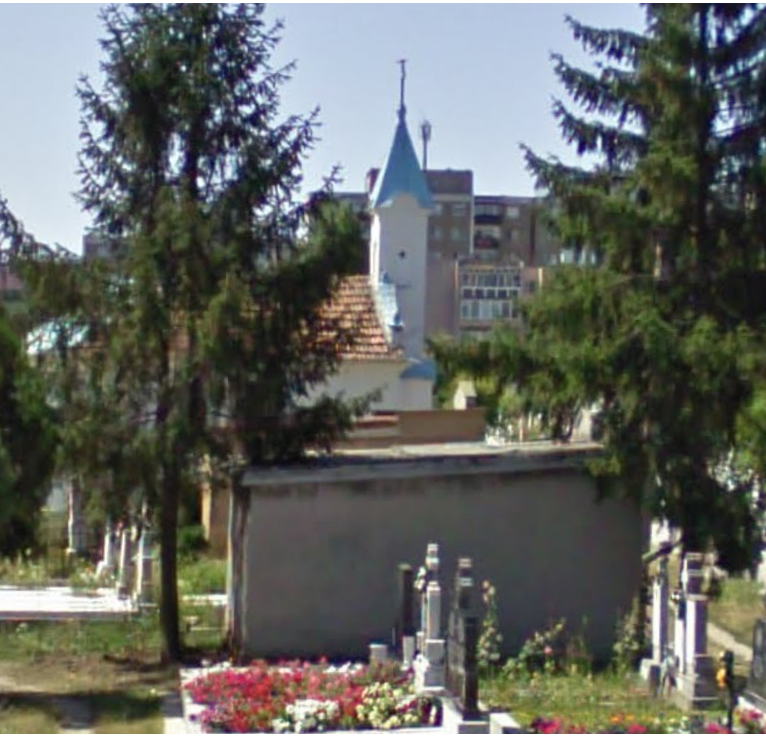
Capela cimitirului Micălaca
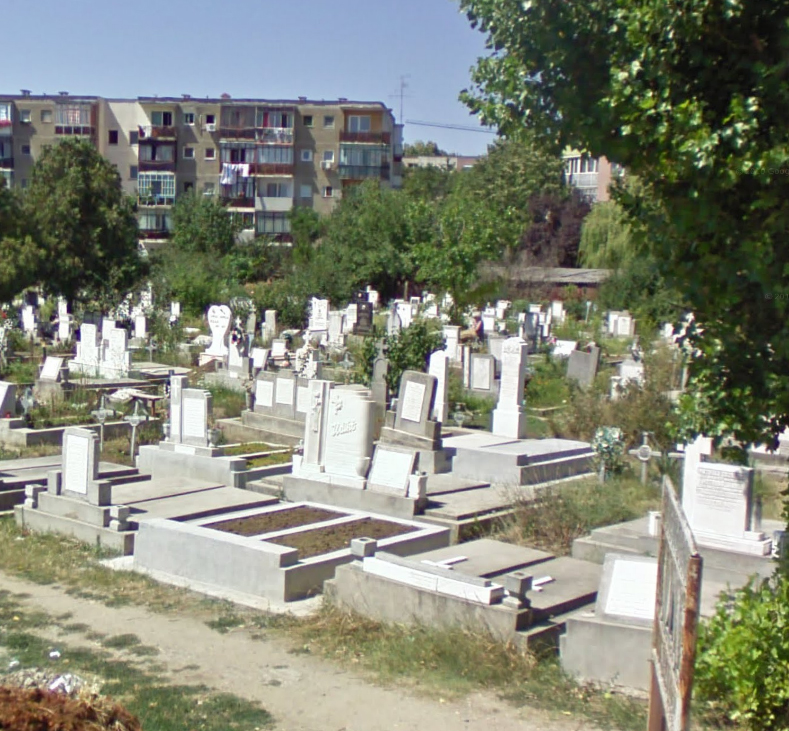
Cimitirul din cartierul Micălaca

## Case vechi din cartierul Micălaca

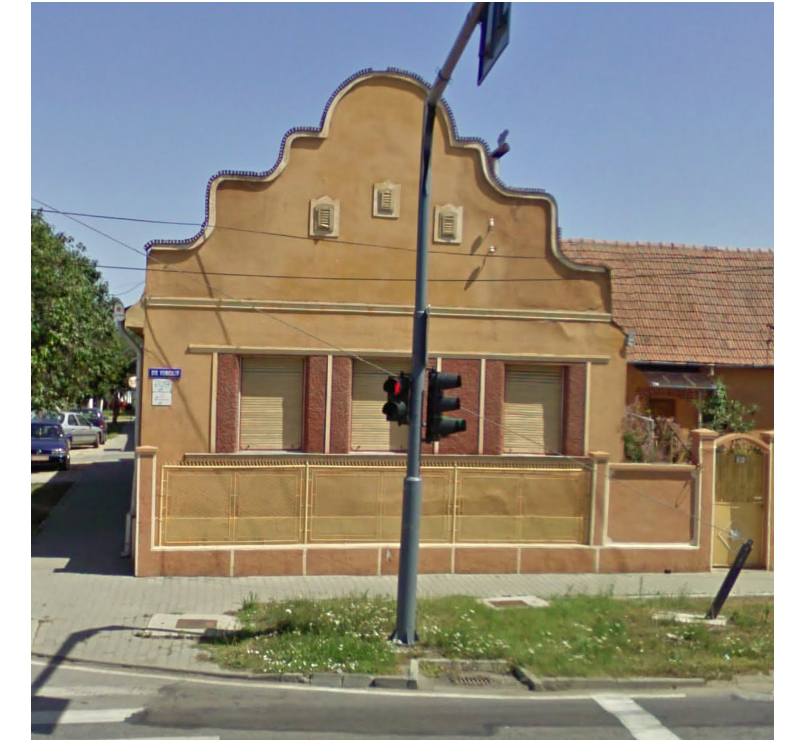
Strada Voinicilor
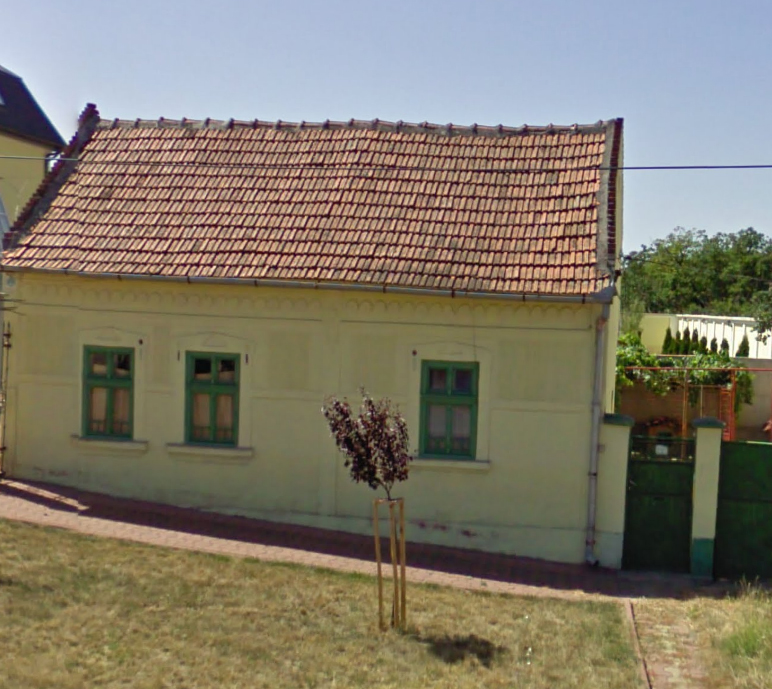
Strada Abrud
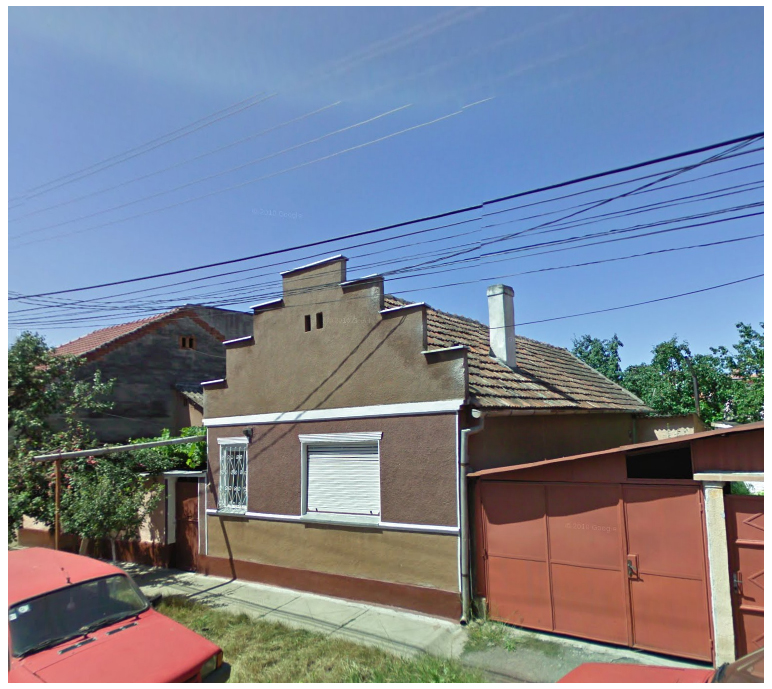
Strada Gherghinei